# Philips Videopac+ G7400
Philips Videopac+ G7400 — домашняя игровая консоль третьего поколения, разработанная и продаваемая Philips, выпущена ограниченным тиражом в 1983 году.

## Описание
Продавалась только в Европе, американский релиз под названием Odyssey³ Command Center был запланирован для серии Odyssey, но так и не состоялся. G7400 стала преемницей Philips Videopac G7000, европейского аналога американской Magnavox Odyssey². Система отличалась превосходно подобранной фоновой и передней графикой. G7400 могла воспроизводить три типа игр: все обычные игры G7000, специальные игры G7000 с дополнительной фоновой графикой высокого разрешения, которая появлялась только при игре на G7400, и игры только для G7400 со спрайтами и фонами высокого разрешения.